# Justicia holgueri
Justicia holgueri är en akantusväxtart som beskrevs av Wassh.. Justicia holgueri ingår i släktet Justicia och familjen akantusväxter. Inga underarter finns listade i Catalogue of Life.